# Чемпионат мира по спортивной гимнастике 1922
7-й Чемпионат мира по спортивной гимнастике прошёл в 1922 году в Любляне (Королевство сербов, хорватов и словенцев). Соревнования проводились только среди мужчин.

## Общий медальный зачёт
| Место | Страна       | Золото | Серебро | Бронза | Всего |
| ----- | ------------ | ------ | ------- | ------ | ----- |
| 1     | Югославия    | 6      | 6       | 1      | 13    |
| 2     | Чехословакия | 6      | 3       | 0      | 9     |
| 3     | Франция      | 0      | 0       | 1      | 1     |

## Медалисты

### Командное первенство
| Место | Команда | Очки    |
| ----- | --- | ------- |
| 1     | Чехословакия · Станислав Индрух, Мирослав Карасек, Мирослав Клингер, Йозеф Малый, Франтишек Пехачек, Франтишек Ванечек | 773,000 |
| 2     | Югославия · Стане Дерганц, Славко Хластан, Леон Штукель, Петер Шуми, Владимир Симончич, Стане Видмар                   | 764,000 |
| 3     | Франция · Jean Gounot, Louis Marty, Jacques Moser, Robert Morin, Alexandre Pannetier, Marco Torrès                     | 636,000 |

### Многоборье
В те годы в многоборье спортсмены соревновались не только в гимнастике, но также в плавании и лёгкой атлетике.
| Место | Страна       | Спортсмен         | Очки    |
| ----- | ------------ | ----------------- | ------- |
| 1     | Югославия    | Петер Шуми        | 135,250 |
| 1     | Чехословакия | Франтишек Пеханек | 135,250 |
| 3     | Югославия    | Стане Дерганц     | 132,250 |

### Конь
| Место | Страна       | Спортсмен        | Очки   |
| ----- | ------------ | ---------------- | ------ |
| 1     | Чехословакия | Мирослав Клингер | 19,250 |
| 2     | Югославия    | Леон Штукель     | 19,000 |
| 2     | Югославия    | Петер Шуми       | 19,000 |
| 2     | Чехословакия | Станислав Индрух | 19,000 |

### Кольца
| Место | Страна       | Спортсмен        | Очки   |
| ----- | ------------ | ---------------- | ------ |
| 1     | Югославия    | Леон Штукель     | 19,750 |
| 1     | Югославия    | Петер Шуми       | 19,750 |
| 1     | Чехословакия | Йозеф Малый      | 19,750 |
| 1     | Чехословакия | Мирослав Карасек | 19,750 |

### Брусья
| Место | Страна       | Спортсмен         | Очки   |
| ----- | ------------ | ----------------- | ------ |
| 1     | Югославия    | Леон Штукель      | 20,000 |
| 2     | Югославия    | Стане Дерганц     | 19,000 |
| 2     | Югославия    | Стане Видмар      | 19,000 |
| 2     | Югославия    | Владимир Симончич | 19,000 |
| 2     | Чехословакия | Мирослав Клингер  | 19,000 |
| 2     | Чехословакия | Станислав Индрух  | 19,000 |

### Перекладина
| Место | Страна       | Спортсмен        | Очки   |
| ----- | ------------ | ---------------- | ------ |
| 1     | Югославия    | Леон Штукель     | 20,000 |
| 1     | Югославия    | Петер Шуми       | 20,000 |
| 1     | Чехословакия | Мирослав Клингер | 20,000 |